# Juan Jesús Sánchez Manzano

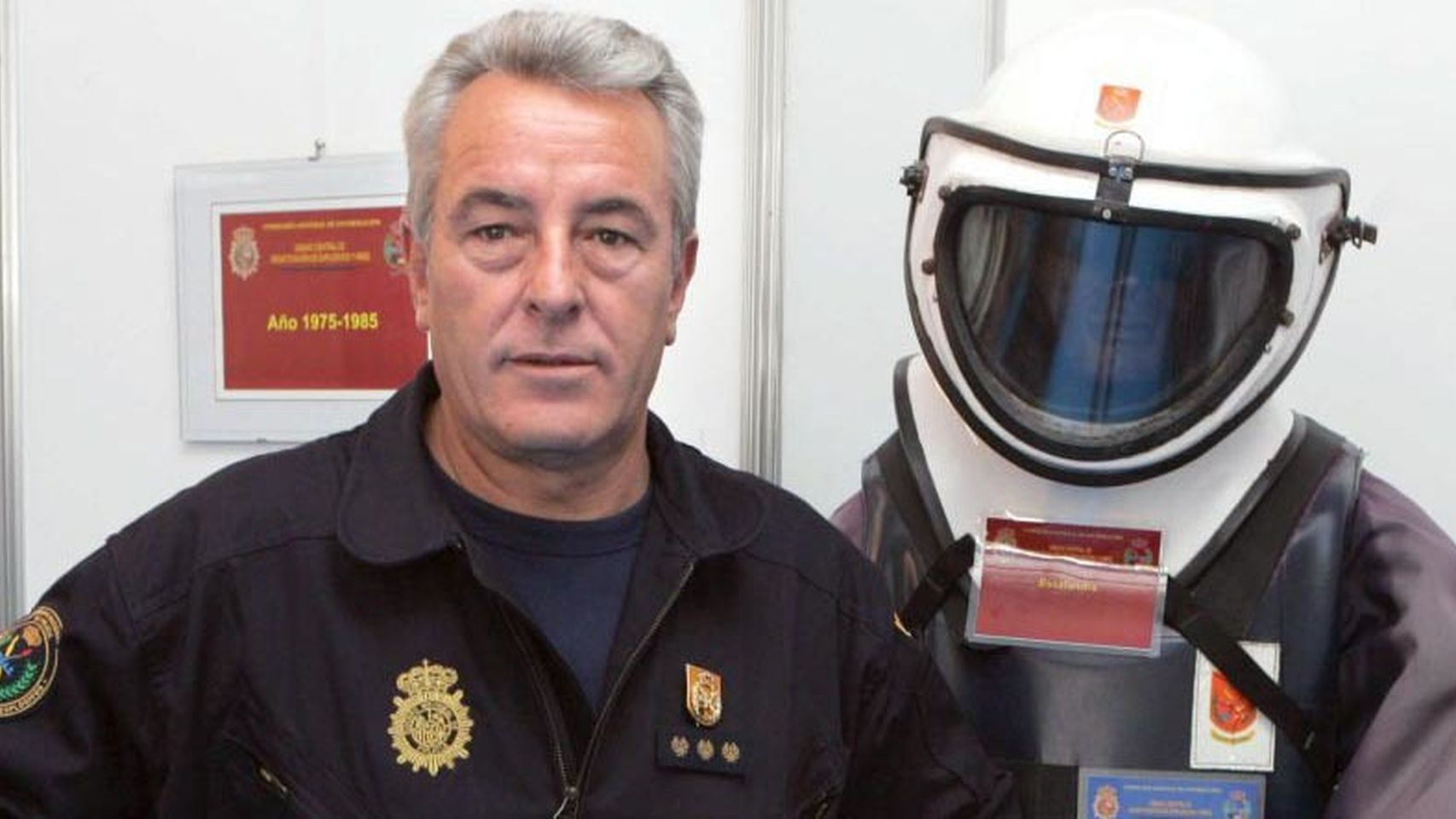
Juan Jesús Sánchez Manzano Comisario Principal, jefe de TEDAX en el 11 M

Juan Jesús Sánchez Manzano (Salamanca, 22 de octubre de 1953), fue el comisario principal del Cuerpo Nacional de Policía de España y jefe de los TEDAX-NRBQ (Técnico Especialista en Desactivación de Artefactos Explosivos y riesgos Nucleares, Radiológicos, Biológicos y Químicos) cuando se cometieron los Atentados del 11 de marzo de 2004 en los trenes de cercanías de Madrid.

## Biografía
Ingresó en el entonces Cuerpo General de Policía en 1974 con la categoría de Inspector. Su primer destino fue la comisaría provincial de Guipúzcoa, y desarrolló sus funciones en la Brigada Antiterrorista hasta finales de 1979. Su posterior destino fue en la Comunidad de Madrid, donde cursó la licenciatura en derecho por la universidad de Alcalá de Henares, junio de 1983.
En 1996 asciende a comisario y su primer destino es el de jefe de la Brigada Provincial de Seguridad Ciudadana de la Comunidad foral de Navarra, cuando la kale borroka estaba en su máximo apogeo. Entre 1998 y 2002 estuvo al mando de la Brigada Central de Seguridad Privada de la Policía Nacional. En septiembre de 2002 es nombrado comisario jefe de la especialidad de Técnicos en Desactivación de Explosivos de la Policía Nacional, hasta diciembre de 2006. En 2008 es designado jefe de la comisaría de Móstoles (Madrid), donde permaneció hasta su jubilación en 2018. En 2011 alcanzó la categoría de comisario principal.

## Atentados del 11 de marzo
Su actuación durante la investigación de los atentados del 11 de marzo de 2004 fue duramente criticada por  medios informativos como El Mundo y la COPE, dentro de lo que se denominó Teorías de la conspiración del 11 M. Sin embargo, el resto de los medios de comunicación no cuestionaron su actuación, ni la de los TEDAX-NRBQ a su mando, al tener en cuenta la nota informativa que constaba en folio número 1629 del sumario 20/04. En la misma, Sánchez Manzano informaba que los TEDAX-NRBQ, en  las bombas sin explosionar localizadas en Atocha y El Pozo, antes de ser neutralizadas, habían observado que la sustancia explosiva era de color blanco (la dinamita Titadyn, utilizada por ETA  es de color rojo). Este documento está incorporado, como DOC 5, en el libro que publicó.Sin embargo, otros medios alabaron su actuación y la de los TEDAX-NRBQ.
En relación con estas críticas en torno a la actuación policial durante el 11 M, examinadas en la Vista Oral del juicio de los atentados, la sentencia de la Audiencia Nacional fue explícita:
Fundamento jurídico I.2.1   "Como en muchas otras ocasiones a lo largo de este proceso, se aisla un dato –se descontextualiza- y se pretende dar la falsa impresión de que cualquier conclusión pende exclusivamente de él, obviando así la obligación de la valoración conjunta de los datos –prueba- que permita, mediante el razonamiento, llegar a una conclusión según las reglas de la lógica y la experiencia”.
Fundamento Jurídico III: Valoración de la prueba sobre los hechos. 3 : “Los tribunales no pueden atender a especulaciones, insinuaciones, elucubraciones o hipótesis basadas en hechos negativos que no han sido explícitamente planteadas y de las que no aportan el más mínimo indicio”.
Publicadas las sentencias de la Audiencia Nacional (2007) y del Tribunal Supremo (2008) sobre los atentados, presentó una demanda civil por vulneración de su derecho al honor contra Pedro J. Ramírez, Casimiro García-Abadillo, Fernando Múgica Goñi y Federico Jiménez Losantos; director, vicedirector, redactor jefe y columnista del diario El Mundo, respectivamente. Estos habían publicado informaciones donde le acusaron a él y a varios mandos policiales de haber manipulado y ocultado pruebas, prestado falso testimonio ante el juez,lo que se denominó teorías de la conspiración del 11-M. Esta demanda fue desestimada por el Juzgado número 56 de Madrid. También presentó una querella criminal contra Federico Jiménez Losantos por los insultos y las opiniones vertidas en su programa radiofónico en la Cadena COPE. El periodista fue absuelto, primero por el Juzgado de lo Penal número 16 de Madrid y, en apelación, por la Audiencia Provincial de Madrid.En ambas sentencias, el juez estimó que la libertad de expresión y el interés público del tema amparaba las noticias publicadas, sin entrar en la veracidad de las mismas. 
En junio de 2009, después de publicadas las sentencias de la Audiencia Nacional (2007) y del Tribunal Supremo (2008), los periodistas citados  siguieron manteniendo las teorías sobre la participación de la banda terrorista ETA en los atentados.  Pedro J. Ramírez y Casimiro García Abadillo presentan un libro titulado "Titadyn",en clara alusión al explosivo utilizado por la banda ETA.  En el prólogo de 54 páginas, Casimiro García Abadillo recopilan las teorías de la conspiración difundidas con anterioridad. Es un nuevo intento de convencer a la opinión pública de la participación de E T A. En el contenido de este libro tratan de justificar que en los atentados de los trenes de cercanías los autores habían utilizado dinamita Titadyn (dinamita utilizada por ETA). Ese mismo día, el director de El Mundo, Pedro J. Ramírez, publica un artículo titulado Yo acuso (España 2009), en el que acusa a jueces, fiscales, policías y guardias civiles de ocultar y manipular pruebas, entre ellos al comisario Sánchez Manzano. 
En base al contenido de ese libro titulado "Titadyn",  el año 2009, la Asociación de Ayuda a las Víctimas del 11-M, disuelta en 2024,  presentó una querella contra Sánchez Manzano por omisión del deber de perseguir delitos, encubrimiento de pruebas y falso testimonio. Entre otras cosas, la finalidad de la querella era investigar la destrucción de la mayoría de los restos recogidos en los distintos focos, de los cuales apenas quedaron algunos pocos vestigios, según los contrarios a la versión oficial. Las sentencias de la A.N. (2007) y del T.S. (2008) sobre los atentados avalaron las actuaciones de los TEDAX-NRBQ, incluido el tratamiento dado a los vestigios recogidos en los trenes. En 2012, después de prestar declaración todos los TEDAX-NRBQ intervinientes y no apreciar irregularidades, la causa fue sobreseída por ser cosa juzgada en Sentencia 65/2007 de la Audiencia  Nacional.
En 2014, publicó un libro titulado Las Bombas del 11 M. Relato de los hechos en primera persona, con 37 documentos oficiales y varias referencias al sumario judicial, a la sentencia de la Audiencia Nacional y a otras fuentes primarias, en las que refleja la correcta actuación de los TEDAX-NRBQ. Los beneficios de autor los ha donado a la Fundación de Huérfanos de la Policía Nacional.

## Publicaciones y docencia

### Autor de dos libros
- “Seguridad Privada: Apuntes y Reflexiones”.  Editorial Dilex, S.L. (2001).[23]
- “Las Bombas del 11-M. Relato de los hechos en primera persona”. Amazon (2014). Acceso GRATUITO (PDF).[21]
- "¡Vive! Viniste a eso". Entrevista como salmantino influyente. Autor y edición Mario San Roman. ISBN 978-84-0967231-8. WEB

### Autor de varios artículos sobre temas policiales y jurídicos[24]
- "Proceso actual en la organización de los Cuerpos y Fuerzas de Seguridad". Revista "Policía", abril de 1984.
- "Los Desórdenes Públicos del artículo 246". Revista "Policía", mayo de 1985.
- "Delitos contra la Seguridad del Tráfico". Revista "Policía", septiembre y octubre de 1985.
- "La personalidad del funcionario ante la reforma policial".  Revista "Policía", febrero de 1987.
- "Jerarquía y subordinación en el régimen disciplinario del C.N.P."  Revista “Ciencia Policial”,  nr. 18, año 1992.
- "El método en la investigación de delitos: aspectos sobre su dirección".  Revista “Ciencia Policial”,  nr. 23, año 1993.
- “Las sectas: aspectos jurídicos y tratamiento policial”.  Revista “Policía”, octubre de 1997.
- "Normativa de seguridad privada en los museos”.  Revista  “Seguritecnia”,  nr. 236. Mayo de 1999.
- “La seguridad ante los retos del siglo XXI, según la Administración”.  Revista  “Seguritecnia”,  nr. 243. Diciembre de 1999.
- “La colaboración, elemento clave en la eficacia operativa”. Revista  “Cuadernos de Seguridad”. nr. 131.  Enero del 2000.
- “Actuaciones del servicio policial en la prestación privada de  seguridad”. Revista “Cuadernos de Seguridad”.  nr. 142, enero de 2001.
- “El personal de seguridad privada”. Revista de “Ciencia Policial”.  nr.  161, septiembre de 2002.

### Actividad docente
- Profesor titular en la universidad Carlos III del Máster en Dirección y Gestión de la Seguridad desde 1999 a 2011.
- Profesor titular del “Programa Especial de Formación de Directores de Seguridad” de la Fundación Euroforum-Universidad Carlos III, desde 2002 a 2013.
- Ponente en varios cursos, seminarios y jornadas sobre aspectos jurídicos y técnicos relacionados con las actividades policiales y seguridad privada.[cita requerida]

## Reconocimientos
- Cruz al Mérito Policial con distintivo rojo.
- Cruz al Mérito de la Guardia Civil con distintivo blanco.
- Cruz al Mérito Policial con distintivo blanco.
- Medalla de Bronce al Mérito Policial con distintivo azul de Generalitat.
- Encomienda de la Orden de Isabel la Católica.
- 52 Felicitaciones públicas concedidas en reconocimiento a relevantes investigaciones de terrorismo y delincuencia organizada.[cita requerida]